# Портофино
Портофи́но (итал. Portofino) — небольшой приморский город, находящийся в провинции Генуя. Один из наиболее живописных средиземноморских портов. Часть Итальянской Ривьеры.
Население — 382 человека (2019).
Покровителем коммуны почитается святой Георгий Победоносец, празднование 23 апреля. В его честь построена Церковь Сан-Джорждо, внутри которой хранятся мощи, привезённые из Крестовых походов, а с площадки перед церковью открываются очень красивые виды.

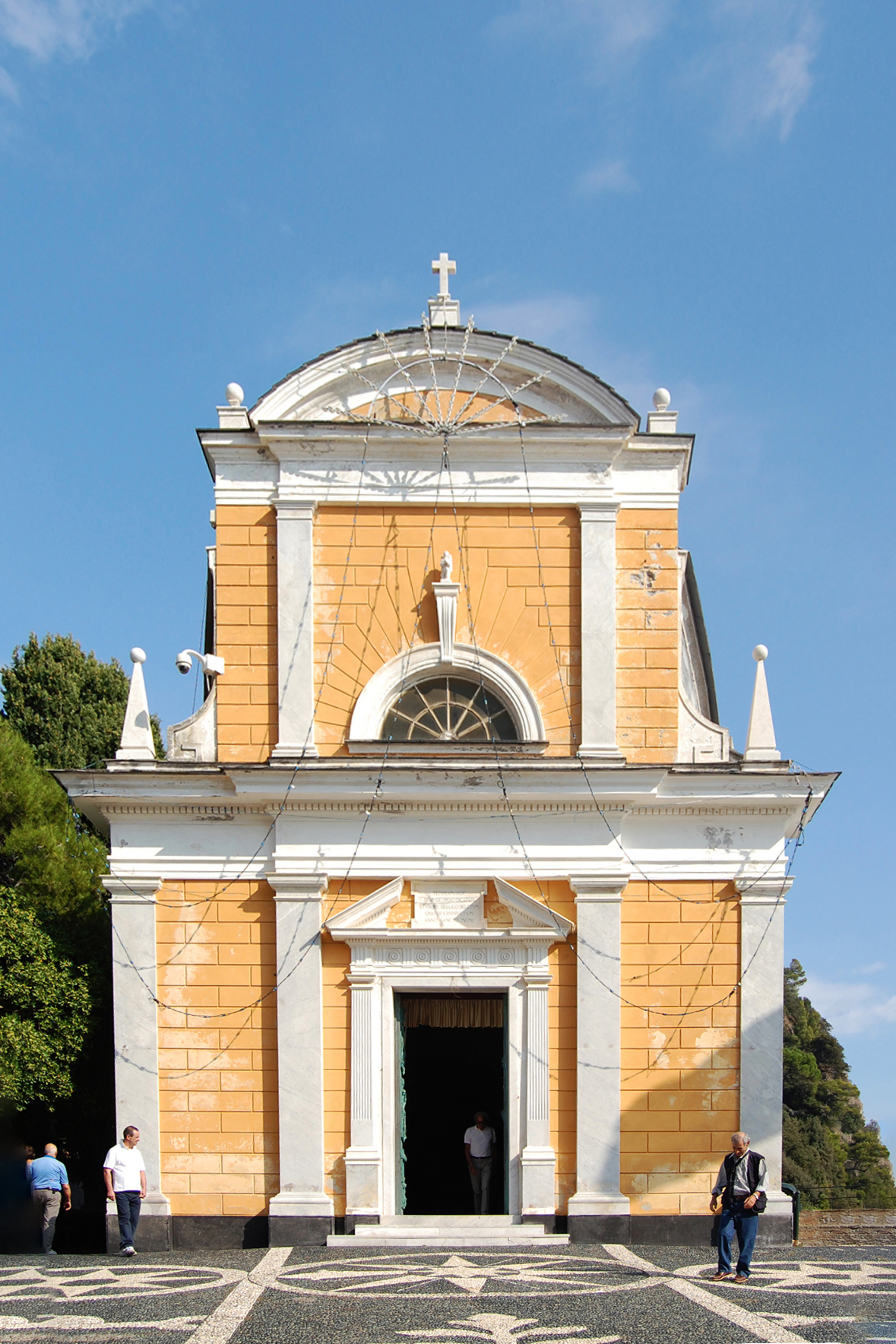
Церковь Сан-Джорджо (2015)

Первая Церковь Сан-Джорджо была построена ещё в 1154 году в романском стиле, в XVII веке её полностью перестроили, она обрела черты барокко, но во время Второй Мировой войны её полностью разрушила бомба, сброшенная пикирующим истребителем-бомбардировщиком. В 1950 году церковь была восстановлена на средства жителей, с полным сохранением исторического облика, даже включая предметы мебели.
Кладбище Портофино находится на территории Церкви Сан-Джорджо.
Над городом располагается Кастелло Браун — бывшая крепость XVI века, защищавшая вход в гавань Портофино. К XIX веку крепость потеряла военное значение и в 1867 году была куплена британским консулом в Генуе Монтегю Йейтсом-Брауном. С этого момента за́мок получил имя своего нового владельца.

## История
Согласно Плинию Старшему Портофино был основан римлянами и назван Portus Delphini (лат.) — «Порт Дельфинов», из-за большого количества этих животных, обитавших в прибрежных водах.
Первые письменные упоминания относятся к грамоте Адельгейды Бургундской 986 года, передававшей поселение близлежащему аббатству.
С 1950-х годов основной статьёй доходов является туризм.

## Пейзажи Портофино, написанные Джузеппе Амисани
Самым культовым художником Портофино был Джузеппе Амисани, известный как «Художник королей», которому Портофино посвятил прогулку по набережной, «набережной Амисани». Проезжая через Бокке и следуя главной дороге, ведущей к Портофино-Маре, на определённом участке маршрута можно увидеть встроенную в конгломерат мраморную доску с надписью: «Здесь красота мира улыбнулась последний раз Джузеппе Амисани», это место, где он проводил время в 1941 году и обычно ходил рисовать на открытом воздухе.

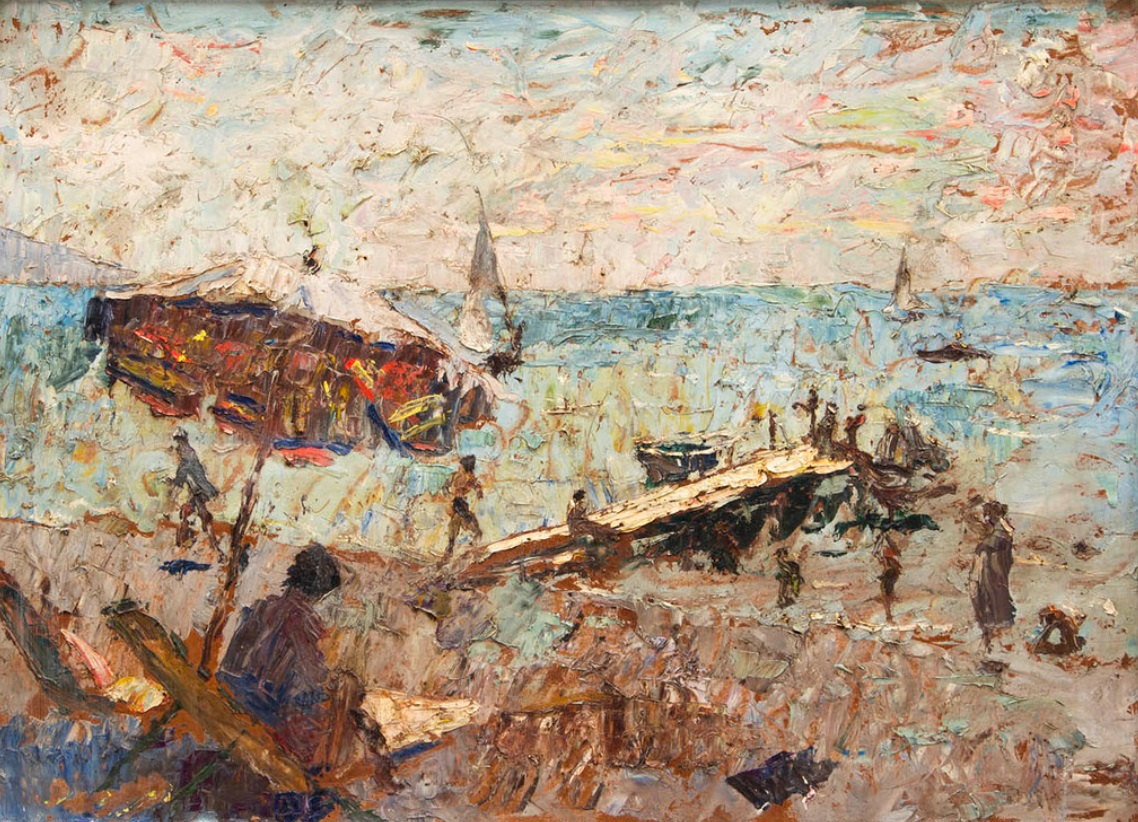
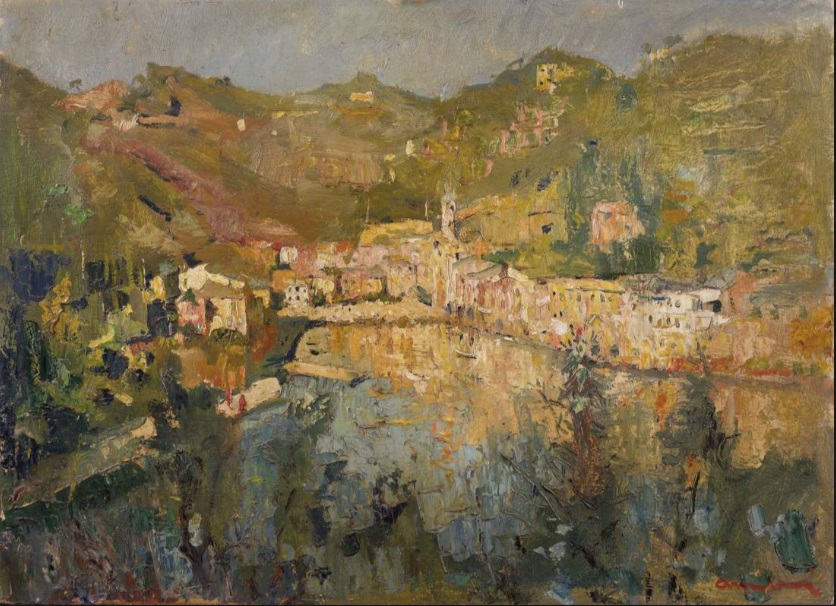
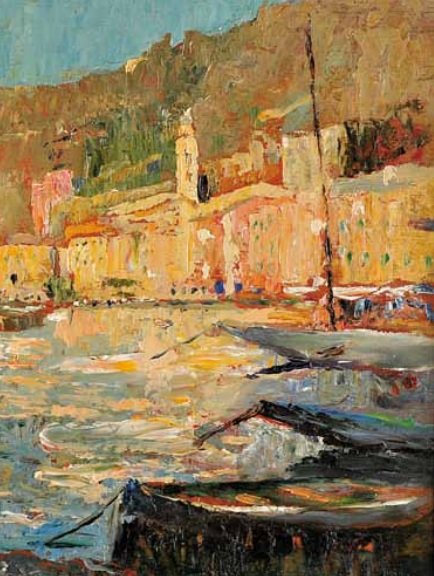
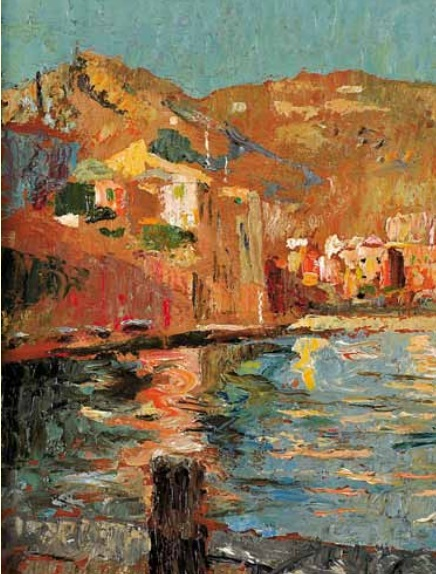
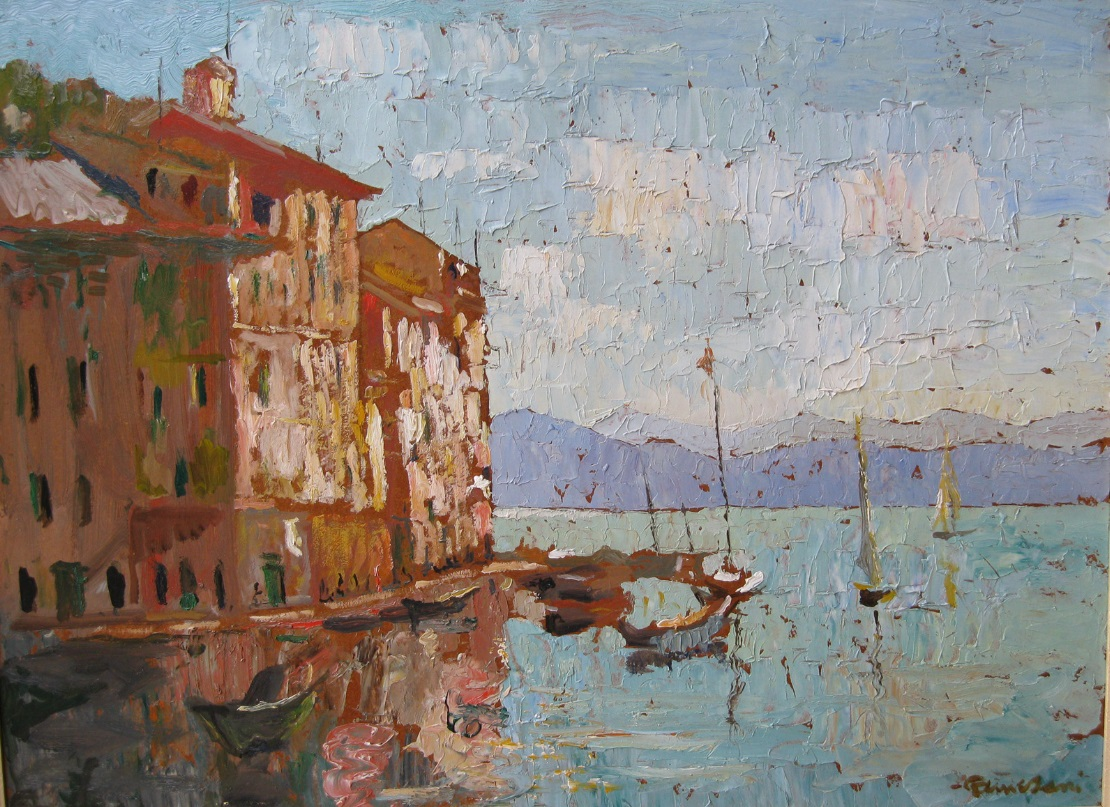
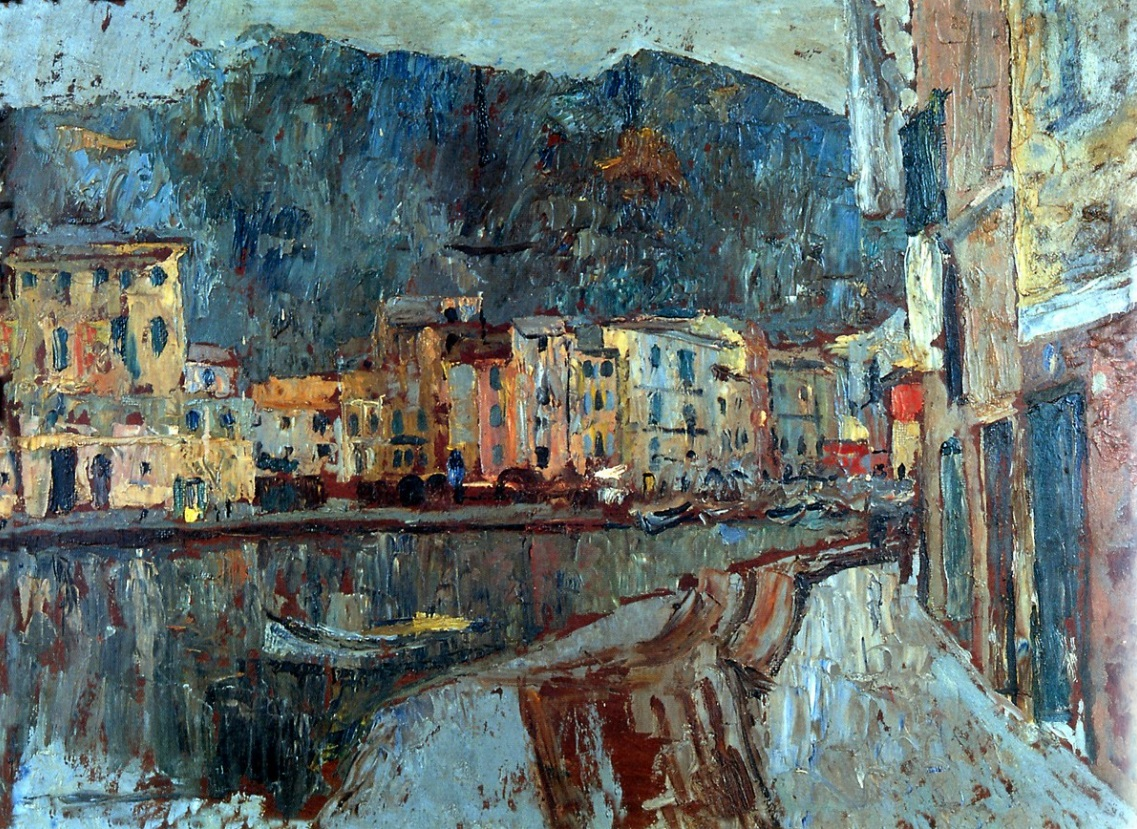
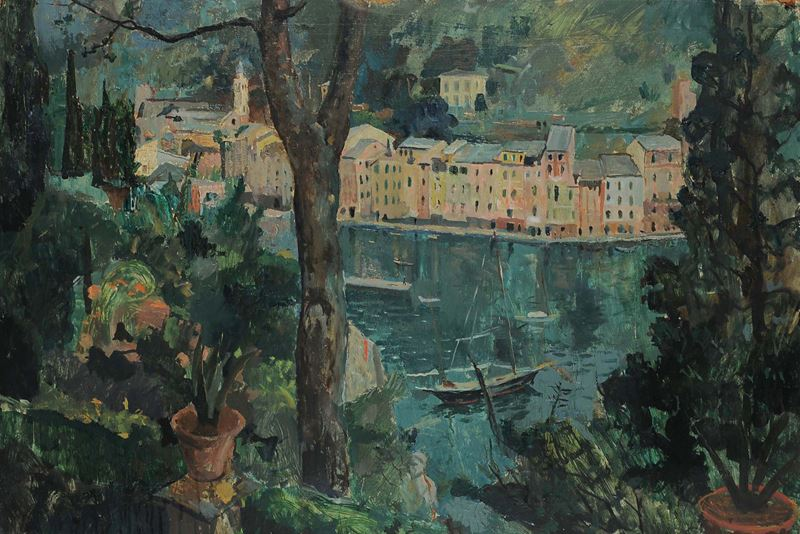
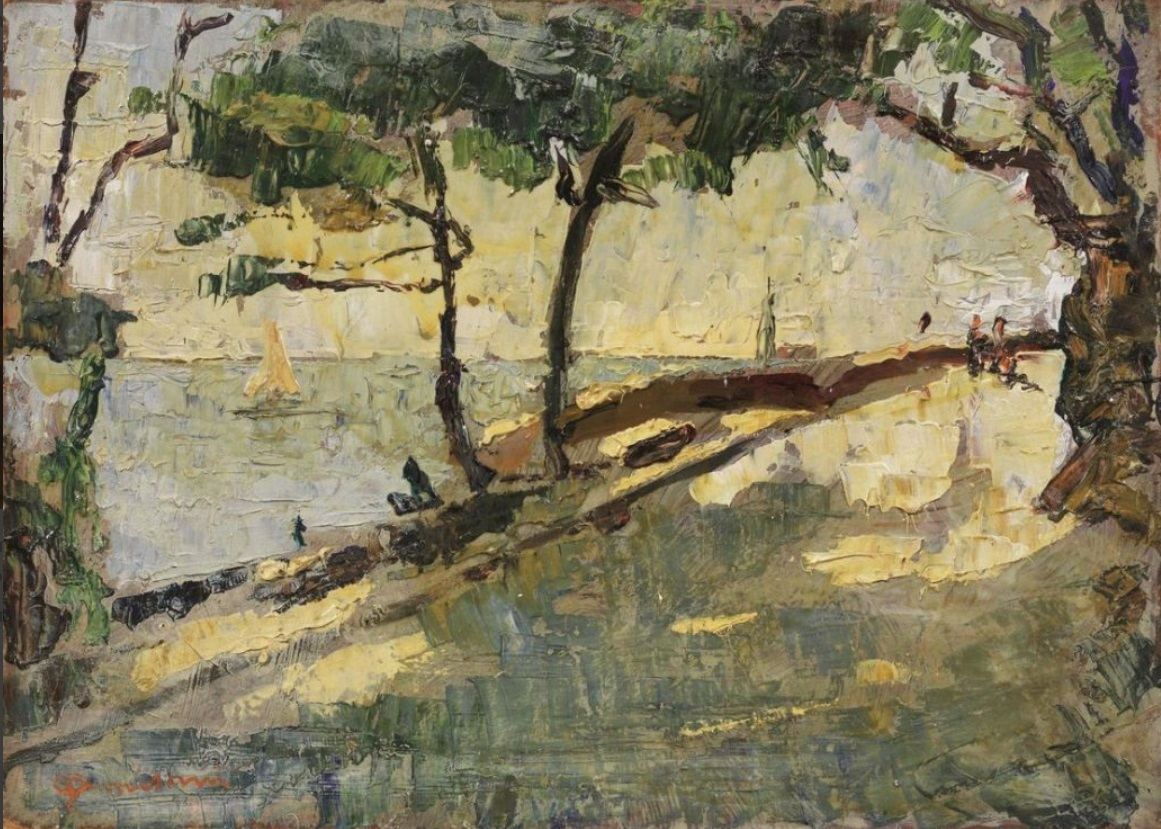
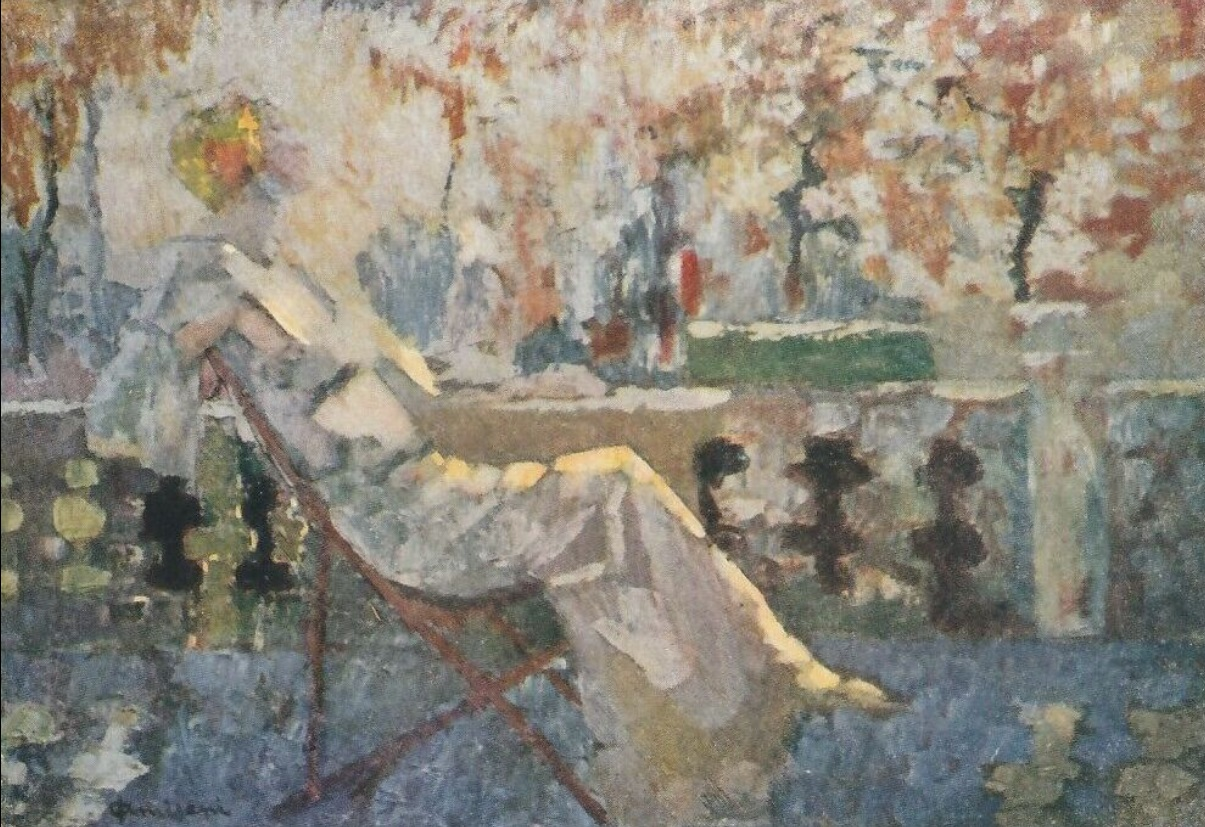

## Упоминания
В Портофино, по сюжету, находится вилла героини кинокомедии 1980 года «Укрощение строптивого».
Портофино упоминается в фильме Фрэнка Оза «Отпетые мошенники» как один из наиболее популярных курортов на Итальянской Ривьере.
В Портофино происходит действие фильма «Талантливый мистер Рипли» (1999) режиссёра Энтони Мингелла.
В 2012 году на площади Портофино Андреа Бочелли дал 2 концерта, которые были сняты и смонтированы в фильм «Любовь в Портофино», показанный в 50 странах.
В 2014 году Лана Дель Рей снимала свой клип Ultraviolence в самом городе и часовне Сан-Себастьяно над Портофино.
Отель Портофино (Сериал 2021).
Портофино посвящены песня «Love in Portofino» Далиды (также исполняется Андреа Бочелли), одноимённая песня Жанны Фриске.